# Sisal, Yucatán
Sisal är en ort i Mexiko.   Den ligger i kommunen Hunucmá och delstaten Yucatán, i den östra delen av landet, 1 000 km öster om huvudstaden Mexico City. Sisal ligger 5 meter över havet och antalet invånare är 1 837.
Terrängen runt Sisal är mycket platt. Havet är nära Sisal åt nordväst. Runt Sisal är det ganska glesbefolkat, med 38 invånare per kvadratkilometer. Det finns inga andra samhällen i närheten. 